# 아스테로키티스속
아스테로키티스속(Asterocytis)은 원시홍조강에 속하는 홍조식물 속의 하나이다. 마디털목(Goniotrichales)과 마디털과(Goniotrichaceae)의 유일속으로 3종을 포함하고 있다. 이전에 마디털과에 속했던 마디털(Stylonema alsidii)은 현재 마디털홍조강에 속하는 마디털속(Stylonema)으로 분류한다.

## 하위 종
- Asterocytis antarctica West & G.S.West, 1911
- Asterocytis halophila (Hansgirg) Forti, 1907
- Asterocytis itzigsohnii (Reinsch) Forti, 1907